# 朱林森
朱林森（1978年11月—），男，汉族，江苏姜堰人，中华人民共和国政治人物。研究生学历。1998年6月加入中国共产党，2003年9月参加工作。曾任浙江省人民政府台湾事务办公室主任，现任中共丽水市委副书记、丽水市人民政府市长

## 生平
2016年12月8日，朱氏出任中国共产主义青年团浙江省委员会书记、党组书记。期间兼任中共浙江省援疆指挥部党委书记、指挥长。2023年，出任浙江省台办主任。2024年2月，当选为丽水市副市长、代市长。